# Салыгин, Василий Викторович
Василий Викторович Салыгин (укр. Салигін Васілій Вікторовіч; 2 июня 1957 года, Харьков) — партийный деятель, политик, государственный служащий, меценат. Народный депутат Украины III и IV созывов. Председатель Харьковского областного совета (2006 – 2008). Заслуженный экономист Украины.

## Биография
Василий Салыгин родился 2 июня 1957 года в Харькове.
С 1974 года по 1977 год обучался в Харьковском автодорожном институте.
С 1977 года по 1979 год проходил срочную службу в Вооруженных Силах.
С 1979 года по 1980 год продолжил обучаться в Харьковском автодорожном институте.
С 1981 года по 1985 год работал старшим мастером в Харьковском ремонтно-механическом заводе.
С 1985 года по 1989 год водитель-заготовитель ПЗПО «Харьковвторресурсы».
С 1989 года по 1993 год председатель кооператива «Полюс». С начала 1990-х годов участник благотворительных проектов: строительство детских домов, помощь церкви и др.
С 1993 года по 1994 год вице-президент ЗАО «Гея».
С 1994 года по 1997 год представитель фирмы «Тривертон Интернешнл Лимитед».
В 1995 году окончил экономический факультет Харьковского государственного университета и получил специальность «Финансы и кредит».
С 1997 года по 1998 год председатель агропромышленной фирмы «Возрождение».
С 1998 года по 2002 год стал народным депутатом Украины III созыва и заместителем председателя Комитета по вопросам топливно-энергетического комплекса, ядерной политики и ядерной безопасности. Был беспартийным, но потом стал членом фракции Народно-демократической партии.
С 2002 года по 2006 год народный депутат Украины IV созыва.
В апреле 2006 года принес присягу должностного лица местного самоуправления. Присвоен 1 ранг должностного лица местного самоуправления.
С апреля 2006 года по октябрь 2008 года председатель Харьковского областного совета. Был избран 28 апреля 2006 года и ушёл с должности 7 октября 2008 года.
Харьковский облсовет под руководством Василия Салыгина ввел процедуру присвоения звания «Почетный житель Харьковской области». Среди первых удостоенных этого звания Александр Масельский (посмертно), Митрополит Харьковский и Богодуховский Никодим, известный бизнесмен и меценат Александр Ярославский и другие заслуженные представители бизнеса, науки, спорта и др. Также по  ходатайству Харьковского облсовета под руководством Василия Салыгина президент Украины присвоил губернатору Харьковской области Александру Масельскому звание «Герой Украины» (посмертно), а мемориалу «Высота маршала Конева» присвоен был статус национального.
С 2008 года представитель Украины в Палате регионов Конгресса местных и региональных властей, а также член Институционального комитета Совета Европы.
С 2008 года по апрель 2010 года помощник-консультант народного депутата Украины.
С апреля 2010 года по май 2012 года заместитель председателя, советник председателя Государственной таможенной службы Украины.
В июне 2012 года назначен на должность заместителя губернатора Сумской области.
С декабря 2012 года по май 2014 года помощник-консультант народного депутата.
С 2015 года по июнь 2017 года работал президентом общества «Укрэнергопроект».
С июня 2017 года завершил трудовую деятельность. Предоставляет частные консультации.

## Награды
Награждён орденом «За заслуги» II и III степени.
Был награждён почетной грамотой Верховной Рады Украины, орденом Украинской Православной Церкви «Святого Равноапостольного Великого Князя Владимира» I степени, орденом Украинской Православной Церкви «Святого Равноапостольного Великого Князя Владимира» II степени, орденом Украинской Православной Церкви «Святого Равноапостольного Князя Владимира» III степени, орденом Украинской Православной Церкви «Преподобного Антония и Феодосия Печерских» II степени, орденом Украинской Православной Церкви «Преподобного Нестора-Летописца» II степени, орденом «Рождество Христово 2000» I степени, почетным отличием Харьковского областного совета «Слобожанская слава», отличием Министерства внутренних дел Украины «Крест славы», отличием Министерства внутренних дел Украины «Закон и честь», отличием Министерства внутренних дел Украины «За содействие органам внутренних дел Украины», нагрудным почетным знаком Министерства внутренних дел Украины, премией МВД Украины «За развитие науки, техники и образования» II степени, отличием МВД Украины «10 лет внутренним войскам МВД Украины», нагрудным знаком Государственной налоговой администрации Украины «За честь и службу», почетным знаком ГНА в Харьковской области «За содействие органам Государственной налоговой службы», медалью Маршала авиации трижды Героя Советского Союза Ивана Никитовича Кожедуба, орденом всеукраинской организации «Союз Чернобыль Украины» «Чернобыльский Крест: Мужество. Честь. Гуманность», медалью Украинского союза ветеранов Афганистана «За заслуги» II степени.

## Личная жизнь
Женат. Жена - Салыгина Юлия Владимировна, известная модель, участница международных показов, обладательница титула «Королева Харькова», победительница многих конкурсов красоты. Имеет семь детей, трое от первого брака с Натальей Салыгиной (Виктор, 1981 г.р., Екатерина, 1987 г.р. и Мария, 1995 г.р.). и четверо от второго брака с Юлией Салыгиной (Роман, 2005 г.р., Дарья, 2006 г.р., Полина, 2009 г.р., Максим, 2018 г.р.).
В последние несколько лет проживает с семьей преимущественно в США, занимается воспитанием детей и двух внуков: Маркуса (2014 г.р.) и Мэтью (2018 г.р.).